# Geste de Nanteuil
Geste de Nanteuil je název autonomního cyklus pěti starofrancouzských středověkých hrdinských eposů, tzv. chansons de geste. Je řazen do Cyklu Doona Mohučského a vypráví o životě jeho syna Doona de Nanteuil a jeho potomků. Obsahuje tyto písně:
- Doon de Nanteuil (konec 12. století), Doon de Nanteuil, syn Doona Mohučského, bojuje s Karlem Velikým až do zásahu anděla.
- Aye d'Avignon (1195 až 1205), epos o dceři vévody z Avignonu, neteři Karla Velikého a manželce Garniera de Nanteuil.
- Gui de Nanteuil (asi 1207), hlavním hrdinou je syn Garniera de Nanteuil.
- Parise la Duchesse (mezi 1225 a 1250, Vévodkyně Parise), hrdinkou je dcera Garniera de Nanteuil, nevinná a pronásledovaná žena, jejíž ctnost nakonec zvítězí.
- Tristan de Nanteuil (asi 1375–1380), pozdní chanson de geste o synovi Guiho de Nanteuil.

## Obsah jednotlivých písní

### Doon de Nanteuil
Epos pochází z konce 12. století a někdy je připisován žakéři Huonovi de Villeneuve z Champagne. Píseň, jejíž text se téměř nedochoval (k dispozici je pouze několik fragmentů), vypráví o válce mezi Karlem Velikým a Doonem de Nanteuil. Karel posílá k Doonovi jako vyslance Bertranda, syna vévody Naimona, který zabije Doonova syna Bérarta. V následující válce proti Karlovi pomáhá Doonovi jeho bratranec Girart de Roussillon. Doon musí nakonec opustit Nanteuil a uchýlit se do Apulie, kam jej Karel pronásleduje. Nakonec válka skončí smírem. Příčiny tohoto smíru nejsou příliš jasné, pravděpodobně šlo o zásah anděla.

### Aye d'Avignon

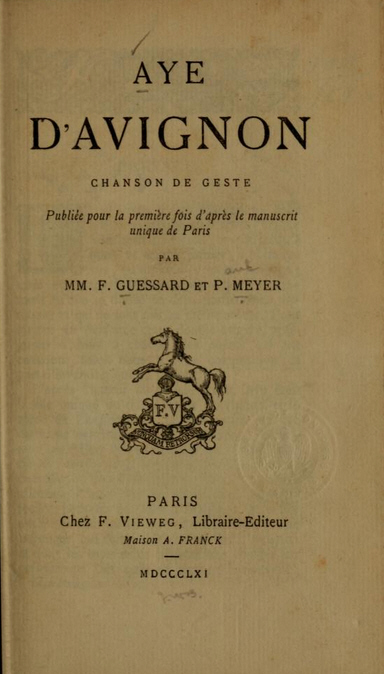
Titulní list knižního vydání písně z roku 1861

Epos z přelomu 12. a 13. století je pokračováním eposu Doon de Nanteuil. Vypráví se v něm o Doonově synovi Garnierovi, který je po smrti svého otce vychován Karlem Velikým a jeho manželkou. Karel mu dá za manželku Ayu, dceru vévody z Avignonu. O dívku však stojí rovněž syn zrádce Ganelona Bérenger a jeho příznivci rozpoutají feudální válku. Aye je unesena a Avignon je vypleněn. Císař vytáhne proti vzbouřencům a pronásleduje i Garniera, o kterém jej přesvědčili, že zneužil jeho důvěru. Ten se ukryje na Mallorce u saracénského krále Ganora, který mu pomůže v boji. Bérenger je zabit a Garnier se s Ayou vraví do Avignonu, kde se jim narodí syn Gui. Válka však pokračuje a Garnier je zabit. Ganor pomůže Guimu smrt svého otce pomstít, stane se křesťanem a ožení se s Ayou.

### Gui de Nanteuil
Píseň vznikla kolem roku 1207 a je pokračováním eposu Aye d'Avignon. Garnierův syn Gui přichází na dvůr Karla Velikého, kde je příznivě přijat, což se nelíbí dalším příbuzným Ganelona, zejména jeho synovci Hervieuovi. Do Guie se zamiluje Aiglantine, dcera krále Yona z Gaskoňska, která přijela na Karlův dvůr hledat manžela. Intrikami Ganelonových příbuzných dojde k tomu, že Karel dá dívku Hervieuovi. To má za následek feudální válku. Gui dívku unese, Nanteuil je obležen Karlovými vojsky. Gui se s Karlem smíří, podaří se mu Hervieuva v bitvě zabít a oženit se s Aiglantine.

### Vévodkyně Parise

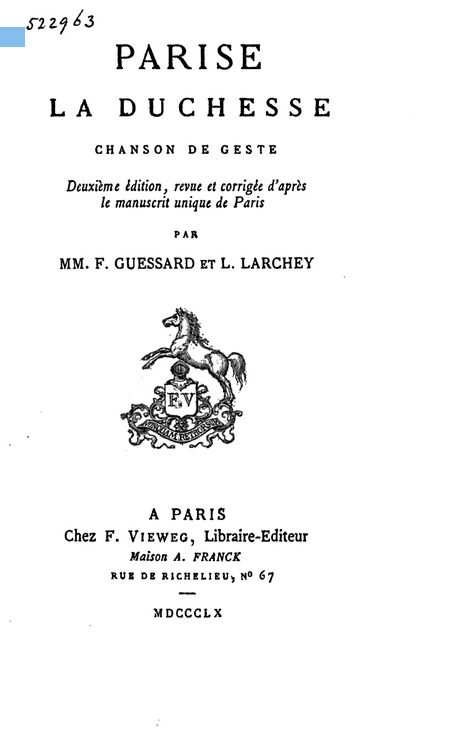
Titulní list knižního vydání písně z roku 1860

Píseň, jejíž vznik se klade mezi roky mezi 1225 a 1250, vypráví o osudech Parise, dcery Garniera de Nanteuil. Ta se provdá za Raymonda, vévodu Saint-Gilles. Příbuzní vrahů Garniera se obávají pomsty a chtějí Parise odstranit, a proto jí pošlou otrávená jablka. Shodou okolností se však otráví Raymondův bratr Beuve. Vrazi obviní ze zločinu Parise, Raymond tomu uvěří a Parise vyžene. Ta, doprovázena několika rytíři, se dostane až do Uher, kde v lese porodí syna Huguese. Ten je však unesen a vychováván na uherském královském dvoře. Parise se uchýlí do Kolína nad Rýnem k hraběti Thierrymu. Zde se o mnoho let později setká se svým synem, kterému se podaří usmířit vévodu Raymonda se svou matkou. Vrazi jsou po zásluze potrestáni, Hugues si vezme za manželku dceru uherského krále a přijímá uherskou korunu.

### Tristan de Nanteuil
Jedná se o pozdní chanson de geste z konce 14. století. Je pokračování eposu Gui de Nanteuil a hlavním hrdinou je jeho syn Tristan. Část písně, vyprávějící o jeho narození, je ztracena. V nepřítomnosti Guie de Nanteuil a jeho ženy Aiglantine, je Avignon napaden nepřáteli a Aye je nucena se přestrojit za rytíře. Tristan vyroste a prožívá celou řadu na sebe nahromaděných nepravděpodobných dobrodružství. Nakonec vysvobodí Ayu i jejího muže Ganora ze saracénského zajetí. Dílo tak vykazuje úpadkové prvky žánru související se vznikem rytířských románů.